# جرذ القطن الأريزوني
جرذ القطن الأريزوني (الاسم العلمي:Sigmodon arizonae) هو نوع من الحيوانات يتبع جنس جرذ القطن من فصيلة الفأرية.